# Ilics
Az Ilics (oroszul: Илыч, Ылыч, Ылыдз) folyó Oroszország európai részén, Komiföldön, a Pecsora jobb oldali mellékfolyója.

## Földrajz
Hossza: 411 km, vízgyűjtő területe: 16 000 km², évi közepes vízhozama (a torkolattól 47 km-re, Makszimovo falunál): 177 m³/s.
Komiföld keleti részén, az Északi-Urál nyugati lejtőin ered. Kezdetben a hegyek vonalát követve sokáig dél felé halad, lejjebb nyugati irányba folyik egész a torkolatig. Felső folyásán alacsony partok között, a középső szakaszon mélyen bevágott völgyben folyik. Alsó szakaszán a Pecsora-alföldön halad végig, széles árterén az árvizek által elöntött rétek húzódnak. 
November elejétől április végéig befagy. Vegyesen hóolvadék- és esővíz táplálja. 
Legnagyobb, jobb oldali mellékfolyója a Kogel (193 km). A folyó bal partja mentén fekszik a Pecsora–Ilicsi természetvédelmi terület.